# 大q雅可比多项式
大q-雅可比多项式（英語：Big q-Jacobi polynomials）是一个以基本超几何函数定义的正交多项式：

BIG Q JACOBI 2D Maple PLOT

{\displaystyle \displaystyle P_{n}(x;a,b,c;q)={}_{3}\phi _{2}(q^{-n},abq^{n+1},x;aq,cq;q,q)}

## 正交性
大q-雅可比多项式满足下列正交关系
{\displaystyle \sum _{x}(p_{n}(x)*p_{m}(x)|x|v_{x}=h_{n}*\delta _{m}n}

## 极限关系
大q雅可比多项式→大q拉盖尔多项式
令大q雅可比多项式中的{\displaystyle b=0},即得大q拉盖尔多项式
{\displaystyle P_{n}(x;a,0,c;q)=P_{n}(x;a,c;q)}

## 图集
|  |  |  |

|  |  |  |